# Antigua Línea de Ferrocarril Interoceánico de México
El Ferrocarril Interoceánico de México era una línea de ferrocarril de vía angosta. El proyecto era unir al puerto de Veracruz, en el Golfo de México con Acapulco, en el Pacífico. La parte de Veracruz a la Ciudad de México se llevó a cabo y de esta a Balsas, en el estado de Guerrero, pues la Sierra Madre del Sur planteó dificultades técnicas insuperables para llegar al puerto acapulqueño.
El Interoceánico fue diferente al Ferrocarril Transístmico, del Istmo de Tehuantepec, Ferroistmo o Tren Interoceánico, que corre de Coatzacoalcos, Veracruz a Salina Cruz, Oaxaca, el cual sí logró conectar al Pacífico y al Atlántico a través del Istmo de Tehuantepec.

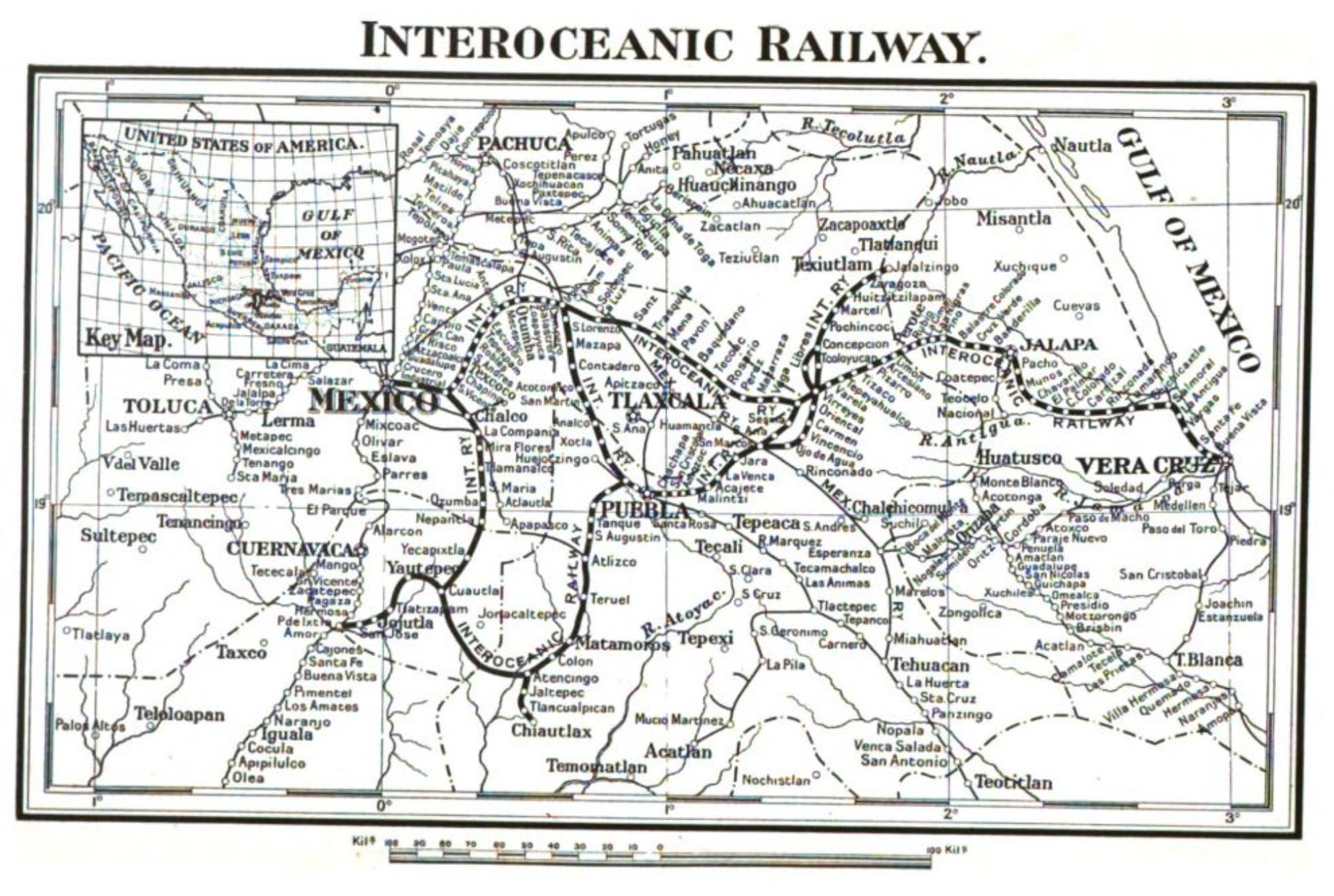
Mapa de extensión en 1912.

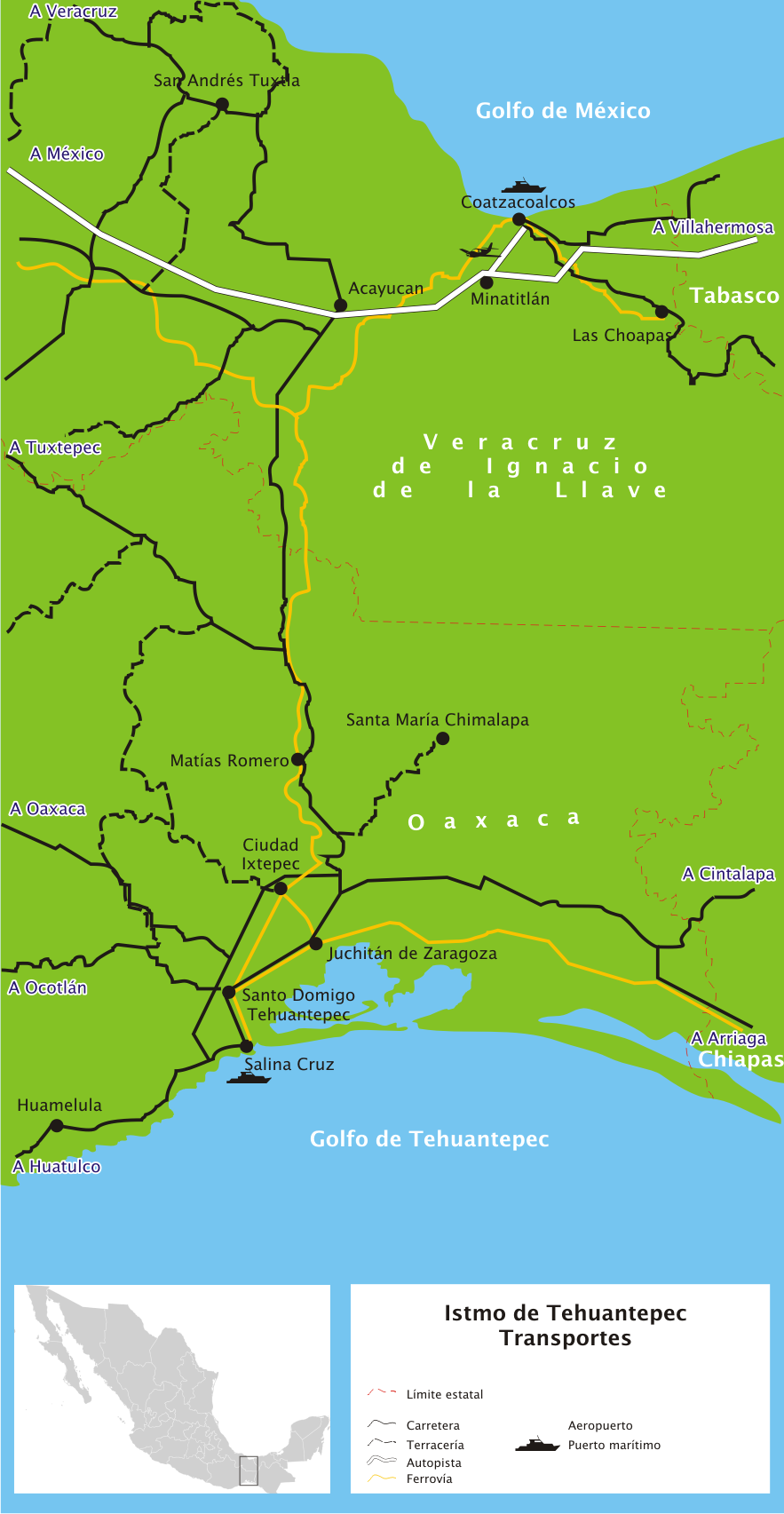
Transportes en el Istmo de Tehuantepec, entre ellos el Ferroistmo, que es diferente al Ferrocarril Interocéanico de México.

## Historia
Primeramente se dio una concesión del emperador Maximiliano de Habsburgo a Ramón Zangronis el 24 de diciembre de 1864. La finalidad de la concesión era construir una línea de ferrocarril de tracción animal entre la Ciudad de México y el puerto de Veracruz. En mayo de 1873 la concesión se declaró caduca, y en marzo de 1874, el Presidente Lerdo de Tejada autorizó el traspaso de los tramos ya construidos al Ferrocarril Mexicano. Esta línea de 112 kilómetros formaría parte del ferrocarril Interoceánico, que comunicaría al puerto con la capital de la República.
Delfín Sánchez Juárez, hijo de un comerciante de origen español y nieto del presidente Benito Juárez, tendió una línea de 19 kilómetros de Los Reyes a la Ciudad de México. Así mismo, se le atribuye la construcción de la estación de San Lázaro. La estación sirvió de Terminal al Interoceánico: México-Veracruz.
El 16 de septiembre de 1882, se inauguró el Ferrocarril de Puebla a San Martín Texmelucan, de vía ancha y tracción animal.
El Interoceánico, como tal, sería la segunda línea de ferrocarril para conectar la capital con Veracruz.
La línea de 547 kilómetros de vía angosta se inaugura el 23 de mayo de 1892. Para integrar su línea, adquirió en 1886, el tramo de vía ancha y tracción animal de San Martín Texmelucan a Puebla, y la de Veracruz a Jalapa. Ambos tramos fueron transformados a vía angosta y fueron modificados para el servicio de vapor. Igualmente adquirió el Ferrocarril de Morelos, de México a Cuautla y Puente de Ixtla.
Este ferrocarril se construyó con capital inglés. En 1902 fue adquirido el paquete mayoritario de acciones del ferrocarril por el gobierno de México.
En 1936, Ulises Irigoyen funcionario mexicano, analizó, justificó y recomendó la reconstrucción del tramo Salina Cruz - Coatzacoalcos y que a su vez se conectara con Campeche.
En 1945, el Gobierno Federal compró las acciones del Interoceánico que pertenecían a particulares. En 1947 el presidente de México, Miguel Alemán Valdés, convirtió el tendido a vía ancha, iniciándose las obras de 1947. En enero de 1948 se inauguró la vía ancha del Interoceánico. Así mismo, se ensanchó la vía de Veracruz a Alvarado, prácticamente la continuación del Interoceánico.
En 1969 el Ferrocarril Interoceánico cumplió una última utilidad antes de ser abandonado lentamente para su futuro desmantelamiento. La utilidad consistió en agregar un cambio de vía especial en el lugar de los entonces nacientes talleres del Metro de la Ciudad de México, esto para poder entregar los trenes del metro, consistentes en unidades sobre neumáticos modelo MP68 de Alsthom. Años más tarde, al construirse la Línea A, esta ocupó parcialmente su derecho de vía, entre las estaciones Santa Marta y La Paz.